# Vitali Parakhonka
Vitali Alyaksandravich Parakhonka (en biélorusse, Віталій Аляксандравіч Парахонька; né le 18 août 1993 à Orcha) est un athlète biélorusse, spécialiste du 110 m haies.

## Carrière
Le 20 juillet 2018, il porte son record personnel à 13 s 40 (-1,0 m/s) à Minsk.	
Il remporte la médaille d’argent du 110 m haies lors des Jeux européens de 2019 dans la même ville, derrière l’Italien Hassane Fofana.
Avec l’équipe de son pays, il remporte également la médaille d’argent par équipes lors de la finale des de ces Jeux, en remportant l’épreuve individuelle du 110 m haies en 13 s 55, après avoir été disqualifié en demi-finale. 